# ۹۵۴ (میلادی)
این صفحه شامل فهرستی از وقایع مهم در ۹۵۴ میلادی است.

## درگذشت‌ها
- نوح سامانی از سلاطین سامانیان پس از دوازده سال حکومت درگذشت.